# Clube de Futebol da Amazônia
El Clube de Futebol da Amazônia fue un equipo de fútbol de Brasil que jugó en el Campeonato Brasileño de Serie C, la tercera división de fútbol en el país.

## Historia
Fue fundado el 17 de enero de 2001 en el municipio de Porto Velho, capital del estado de Rondonia por idea de Heitor Costa por la idea de crear un club de fútbol formador en Porto Velho para mostrar a los equipos de la capital estatal la manera en la que basándose en la formación de jugadores llegarían los títulos por medio del Centro de Futebol Amazônia. En su primer año de fundación gana la Copa Independencia de Bolivia.
En el 2002 debuta en el Campeonato Rondoniense del que sale campeón al vencer en la final a la Sociedade Esportiva União Cacoalense, lo que le da la clasificación al Campeonato Brasileño de Serie C y a la Copa de Brasil de 2003.
En la tercera división nacional es eliminado en la primera ronda al terminar en último lugar de su grupo, mientras que en la Copa de Brasil supera la primera ronda al eliminar 3-2 al Rio Branco Football Club del estado de Acre, pero es eliminado en la segunda ronda 4-7 por el Esporte Clube Bahia del estado de Bahía; y en el Campeonato Rondoniense de ese año pierde la final ante el mismo rival al que venció la vez anterior, la Sociedade Esportiva União Cacoalense. Ese año obtiene el título del Torneo Integración de Amazonia, su primer título a escala regional.
En 2003 ha sido la última aparición del club en los torneos estatales, desapareciendo en el año 2004 por la falta de apoyo financiero, dejando abandonado el proyecto, además de que Porto Velho es la única capital estatal que no cuenta con un estadio de fútbol para ser sede de partidos importantes, y hasta la fecha es el último equipo de Porto Velho en ganar el título del Campeonato Rondoniense desde que el campeonato se profesionalizó, y el club se ubica en el lugar 15 de la clasificación histórica del Campeonato Rondoniense desde la profesionalización de la liga en 1991.

## Palmarés

### Regional
- Torneo Integración de Amazonia: 1

2003

### Estatal
- Campeonato Rondoniense: 1

2002

### Internacional
- Copa Independencia de Bolivia: 1

2001